# فيسنتي فيدل لوبيز
فيسنتي فيدل لوبيز (بالإسبانية: Vicente Fidel López)‏ هو محامي ومؤرخ وسياسي أرجنتيني، ولد في 24 أبريل 1815 في بوينس آيرس في الأرجنتين، وتوفي بنفس المكان في 30 أغسطس 1903. حزبياً، نشط في حزب الاستقلال الوطني. وقد انتخب عضو مجلس النواب في الأرجنتين.